# Temporada do Casa Pia AC de 2023-24 (hóquei em campo)
A temporada do Casa Pia de 2023–24 no Hóquei em campo é a  6.ª consecutiva do clube no Campeonato Nacional (de que se tem registo). O Casa Pia vai disputar o Campeonato Nacional e Taça de Portugal. A temporada dos gansos começou no dia 30 de setembro de 2023 e terminará em maio de 2024.
A estreia na época foi na partida da fase de apuramento da Taça de Portugal, com o Lisbon Casuals, a 30 de setembro de 2023. O Casa Pia venceu a partida por 3–1.
Ainda na Taça de Portugal, a equipa venceu também a 2.ª partida da fase de apuramento – por 6–2, frente ao CF Benfica e consagrou seu lugar no Final Four da competição.
Antes mesmo de sua estreia no Campeonato Nacional, a equipa ainda disputou a meia-final da Taça de Portugal, com o Lousada, o resultado foi uma derrota por 8–4, eliminando os gansos da competição.
No Campeonato Nacional, o Casa Pia estreará ao dia 29 de outubro, frente ao GD Viso, em Lisboa, pela 1ª jornada da competição.
A temporada regular do Casa Pia acaba a 28 de abril de 2024, disputando de 1 a 3 jogos posteriormente, pelos playoffs ou Taça de Honra do Nacional.

## Competições
| Competição          | Primeiro jogo | Ronda inicial      | Posição final | Registo | Registo | Registo | Registo | Registo | Registo | Registo | Registo |
| Competição          | Primeiro jogo | Ronda inicial      | Posição final | J       | V       | E       | D       | GM      | GS      | DG      | Apv.    |
| ------------------- | ------------- | ------------------ | ------------- | ------- | ------- | ------- | ------- | ------- | ------- | ------- | ------- |
| Campeonato Nacional | 29/10/2023    | Jornada 1          | Em disputa    | 3       | 3       | 0       | 0       | 16      | 10      | +6      | 100.00  |
| Taça de Portugal    | 30/09/2023    | Fase de apuramento | Meia-final    | 3       | 2       | 0       | 1       | 13      | 11      | +2      | 66.67   |
| Total               | Total         | Total              | Total         | 6       | 5       | 0       | 1       | 29      | 21      | +8      | 83.33   |

Última atualização: 12 de novembro de 2023

### Campeonato Nacional

#### Classificação
| Pos. | Equipe         | J | V | E | D | GM | GS | DG | Pts |
| ---- | -------------- | - | - | - | - | -- | -- | -- | --- |
| 1    | Casa Pia       | 3 | 3 | 0 | 0 | 16 | 10 | +6 | 9   |
| 2    | GD Viso        | 3 | 2 | 0 | 1 | 12 | 8  | +4 | 6   |
| 3    | União de Lamas | 3 | 1 | 1 | 1 | 10 | 12 | -2 | 4   |
| 4    | Lousada        | 3 | 1 | 0 | 2 | 15 | 16 | -1 | 3   |
| 5    | Lisbon Casuals | 2 | 0 | 1 | 1 | 3  | 6  | -3 | 1   |
| 6    | CF Benfica     | 2 | 0 | 0 | 2 | 4  | 8  | -4 | 0   |

Fonte: Federação Portuguesa de Hóquei. Atualizado até as partidas disputadas a 12 de novembro.

#### Partidas
| 29 de outubro de 2023 Jornada 1 | Casa Pia                                                              | 5 – 3     | GD Viso                                                   | Lisboa                      |  |
| 13:30                           | - Louis Mielle 12', 47' - Simão Pinheiro 27' - Vasco Ribeiro 31', 58' | Relatório | - Franco Lurgo 35' - Paulo Sousa 38' - Bruno Oliveira 48' | Estádio: Sintético do Jamor |  |

| 4 de novembro de 2023 Jornada 2 | Lousada                                                                   | 5 – 6     | Casa Pia                                                                   | Lousada                            |  |
| 15:00                           | - José Serôdio 15', 16' - Afonso Caramalho 21', 36' - Gonçalo Marques 59' | Relatório | - Vasco Ribeiro 10', 27', 34', 37' - Louis Mielle 17' - Tomás Teixeira 29' | Estádio: Estádio Hóquei de Lousada |  |

| 12 de novembro de 2023 Jornada 3 | Casa Pia | 5 – 2     | CF Benfica | Lisboa                      |  |
| 13:30                            |          | Relatório |            | Estádio: Sintético do Jamor |  |

| 3 de março de 2024 Jornada 4 | Lisbon Casuals | v         | Casa Pia | Lisboa                      |  |
| 10:30                        |                | Relatório |          | Estádio: Sintético do Jamor |  |

| 10 de março de 2024 Jornada 5 | Casa Pia | v         | União de Lamas | Lisboa                      |  |
| 13:30                         |          | Relatório |                | Estádio: Sintético do Jamor |  |

| 24 de março de 2024 Jornada 6 | GD Viso | v         | Casa Pia | Viso                       |  |
| 12:00                         |         | Relatório |          | Estádio: Sintético do Viso |  |

| 7 de abril de 2024 Jornada 7 | Casa Pia | v         | Lousada | Lisboa                      |  |
| 13:30                        |          | Relatório |         | Estádio: Sintético do Jamor |  |

| 13 de abril de 2024 Jornada 8 | CF Benfica | v         | Casa Pia | Lisboa                      |  |
| 15:30                         |            | Relatório |          | Estádio: Sintético do Jamor |  |

| 21 de abril de 2024 Jornada 9 | Casa Pia | v         | Lisbon Casuals | Lisboa                      |  |
| 15:30                         |          | Relatório |                | Estádio: Sintético do Jamor |  |

| 28 de abril de 2024 Jornada 10 | União de Lamas | v         | Casa Pia | Lamas                       |  |
| 15:30                          |                | Relatório |          | Estádio: Sintético de Lamas |  |

#### Desempenho por rodada
Posição do Casa Pia no campeonato ao final de cada rodada:
| 1 | 2 | 3 | 4 | 5 | 6 | 7 | 8 | 9 | 10 |
| 2 | 1 | 1 |   |   |   |   |   |   |    |

### Taça de Portugal

#### Fase de apuramento

###### Classificação
| Zona Sul |                |   |   |   |   |    |    |    |     |
| Pos.     | Equipe         | J | V | E | D | GM | GS | DG | Pts |
| 1        | Casa Pia       | 2 | 2 | 0 | 0 | 9  | 3  | +6 | 6   |
| 2        | CF Benfica     | 2 | 1 | 0 | 1 | 6  | 8  | -2 | 3   |
| 3        | Lisbon Casuals | 2 | 0 | 0 | 2 | 3  | 7  | -4 | 0   |

Fonte: Federação Portuguesa de Hóquei

###### Partidas
| 30 de setembro de 2023 Jornada 2 | Lisbon Casuals       | 1 – 3 | Casa Pia                                    | Lisboa                      |  |
|                                  | - Thomas Machado 24' |       | - Louis Nielle 42' - Linus Ziegler 45', 59' | Estádio: Sintético do Jamor |  |

| 8 de outubro de 2023 Jornada 3 | Casa Pia | 6 – 2 | CF Benfica                                | Lisboa                      |  |
|                                | - Linus Ziegler 10' - Colas Boitel 12' - Rodrigo Oliveira 24' - Vasco Ribeiro 41', 57' - André Teixeira 46' |       | - Lasse Nehrdich 25' - Bruno Mesquita 54' | Estádio: Sintético do Jamor |  |

#### Meia-final
| 22 de outubro de 2023 | AD Lousada                                                                             | 8 – 4 | Casa Pia                                         | Lousada                            |  |
| 16:30                 | - José Serôdio 11', 44', 51', 58' - Carlos Almeida 30' - Gonçalo Marques 47', 52', 53' |       | - Vasco Ribeiro 13', 18', 23' - Ondej Socher 20' | Estádio: Estádio Hóquei de Lousada |  |

1. 1 2 3 4  «TAÇA DE PORTUGAL: SENIORES MASCULINOS 2023/2024». fphoquei.pt. Consultado em 28 de outubro de 2023
2. 1 2  «CAMPEONATO NACIONAL DE HÓQUEI EM CAMPO SENIORES MASCULINOS - 2023/2024». fphoquei.pt. Consultado em 28 de outubro de 2023